# Ninnaid z Inismacsaint
Ninnaid z Inismacsaint, również: Ninnidh, Ninidh, Nenith, Nennius, Nennidhius (500-t) – jeden z dwunastu apostołów Irlandii, założyciel klasztoru na wyspie Inismacsaint (Inis Muighe Samh) na jeziorze Lough Erne, święty Kościoła katolickiego.
Jego wspomnienie liturgiczne obchodzone jest 18 stycznia.